# Nymula eroe
Nymula eroe är en fjärilsart som beskrevs av William Chapman Hewitson 1865. Nymula eroe ingår i släktet Nymula och familjen Riodinidae. Inga underarter finns listade i Catalogue of Life.